# Übersee-Funkzentrale

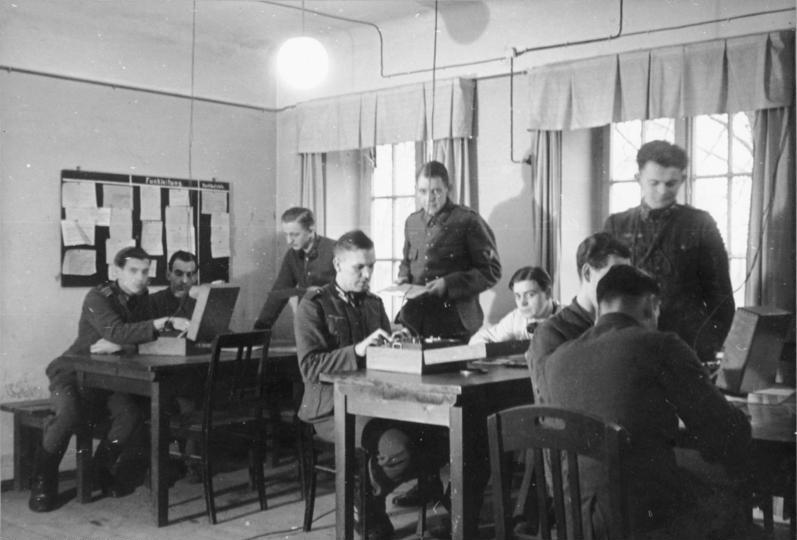
Soldaten des Geheimen Funkmeldedienstes des OKW beim Ver- oder Entschlüsseln von Nachrichten mithilfe der Schlüsselmaschine ENIGMA

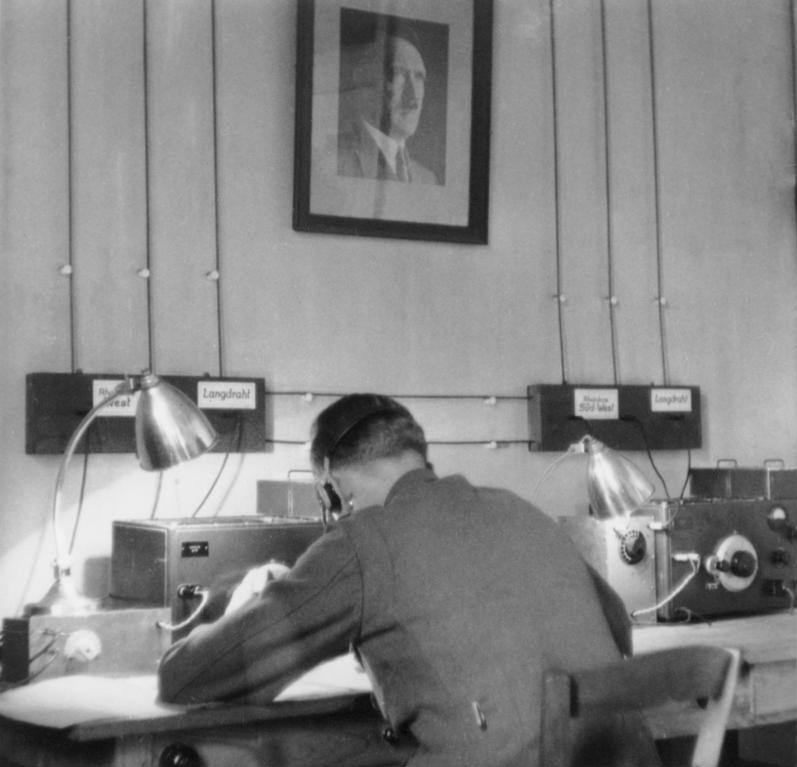
Soldat des Geheimen Funkmeldedienstes des OKW-Amts Ausland/Abwehr

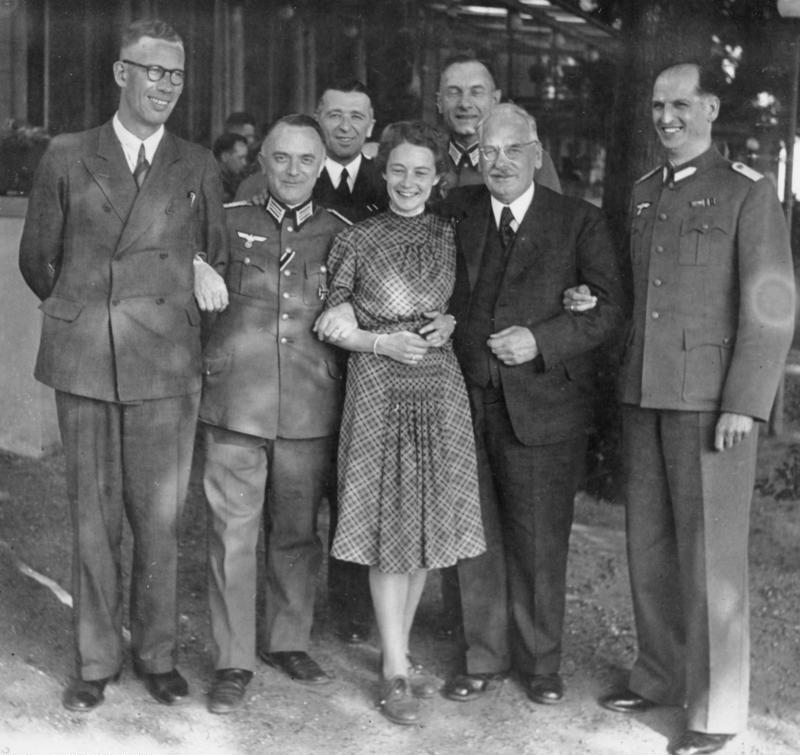
Geheimer Funkmeldedienst vom Oberkommando der Wehrmacht

Die Übersee-Funkzentrale in Wohldorf bei Hamburg war im Zweiten Weltkrieg neben der Funkstation in Belzig südwestlich von Berlin die zweite große Kommunikationszentrale für drahtlosen Funk des Amtes Ausland/Abwehr im Oberkommando der Wehrmacht. Sie unterstand der Abwehrstelle X in der General-Knochenhauer-Straße (benannt nach einem der ersten im Zweiten Weltkrieg gefallenen deutschen Generale, heute: Sophienterrasse).
Dank der starken Sender in Wohldorf, die möglicherweise zum Teil aus der Ausrüstung des Kreuzers Scharnhorst stammten (dies ist sehr zweifelhaft, da die genannte Scharnhorst bereits mehr als zwanzig Jahre vorher versenkt wurde), war ein Nachrichtenaustausch über große Distanzen möglich. Von Wohldorf aus wurde ein großer Teil des Kurzwellen-Funkverkehrs mit deutschen Agenten (Agentenfunk – Afu) und anderen Wehrmachtteilen in Übersee, Nord- und Südamerika, dem Nahen und Mittleren Osten geführt. In Arcachon in Frankreich an der Atlantikküste war eine Relaisstation für den Funk nach Südamerika. Die Funkzentrale spielte bei der Besetzung von Norwegen eine große Rolle.
Die Station wurde Anfang 1940 von dem Major Werner Trautmann aufgebaut, als Mitarbeiter und Funker wurden gezielt junge Funkamateure aus dem Raum Hamburg eingezogen. Die Station hatte bis zu 25 Richtantennen, 24 Sender und 30 Empfänger. Während die Verwaltung und die Empfangsstationen sich im alten Gutshof am Kupferredder befanden, waren die Sendemasten knapp zwei Kilometer entfernt in südwestlicher Richtung in der Diestelstraße. Die in einigen angelsächsischen Büchern aufgestellte Behauptung, die Funkstelle sei bei Kriegsende gesprengt worden (etwa bei Ken Follett und Ladislas Farago), entspricht nicht den Tatsachen. Die Funkstelle hatte mehrere zugeordnete Relaisstationen und konnte auf diese Weise sehr weit funken, über die Relais-Station bei Arcachon etwa wurde die Verbindung zum „Bolivar-Netz“ in Südamerika hergestellt. Keine andere Funkstation der Abwehr hatte auch nur annähernd eine so große Reichweite.
Die Erfolge der Funkstation waren in funktechnischer Sicht außerordentlich groß, die Ergebnisse der über die Station gesteuerten Agenten aber gering. So wurde etwa der letzte im Tower von London standrechtlich erschossene Agent Josef Jakobs von Wohldorf aus gesteuert. Andere Agenten, die in Irland bei der Dingle-Halbinsel mit einem U-Boot an Land gesetzt wurden, fragten nach dem nächsten Zug und wurden dann sofort verhaftet, da dort seit 14 Jahren keine Züge mehr fuhren. Einige Aktionen, die von Wohldorf aus unternommen wurden, sind immer noch nicht ganz geklärt, so etwa eine Fahrt 1941 mit einem kleinen Kutter in das Nordpolarmeer, um – getarnt als Fischer – Wetterbeobachtungen zu machen und die Funksprüche der Amerikaner abzuhorchen.
Die größte deutsche Funkstation befand sich in Nauen. Die Fläche ihrer Antennenanlagen übertraf die des Fürstentums Monaco. Diese Funkstelle sendete im Gegensatz zu der Funkstelle Wohldorf im Lang- bzw. Längst-Wellenbereich. Damit konnte sie etwa getauchte U-Boote erreichen.